# Татаринов, Алексей Николаевич (иерей)
Алекси́й Слободско́й (в миру Алексей Николаевич Татаринов; 1885—1937) — иерей, священномученик, местночтимый святой Украинской Православной Церкви.

## Биография
Родился 30 марта 1885 года в селе Кунье, которое лежит к северу от города Изюма на Харьковщине. Известно, что подвижник окончил духовную семинарию. На момент ареста 3 декабря 1937 года он был священником в поселке Гнидовке — пригороде Изюма. Следственное дело упоминает о семье пастыря — жене Пелагии и сыне Анатолии. Обвинив о. Алексия в подрывной деятельности против советской власти, его 9 декабря приговорили к расстрелу. Приговор был приведен в исполнение 9 декабря 1937 года в городе Харькове.

## Канонизация
22 июня 1993 года определением Священного синода Украинской православной церкви принято решение о местной канонизации подвижника в Харьковской епархии, в Соборе новомучеников и исповедников Слободского края (день памяти — 19 мая (1 июня)).
Чин прославления подвижника состоялся во время визита в Харьков 3—4 июля 1993 года предстоятеля Украинской православной церкви митрополита Киевского и всея Украины Владимира, в кафедральном Благовещенском соборе города.